# Branimir Sakač
Branimir Sakac (født 5. juni 1918 i Zagreb, Kroatien - død 29. december 1979) var en kroatisk komponist, dirigent, chefredaktør og lærer.
Sakac studerede komposition på Musikkonservatoriet i Zagreb, underviste herefter på skolen i komposition, indtil han blev dirigent, og senere chefredaktør på Zagreb Radio. Han har skrevet 3 symfonier, orkesterværker, kammermusik, filmmusik, elektronisk musik etc. Sakac var også lærer i musikteori på Statsskolen i Zagreb. Han er nok mest kendt for sin filmmusik.

## Udvalgte værker
- Symfoni nr. 1 "Symfoni for den døde soldat" (1951) - for orkester
- Symfoni nr. 2 "Kammersymfoni" (1953) - for orkester
- Symfoni nr. 3 "Matrix" (1972) - for stemmer og orkester
- "Pigen og Egen" (1954) - filmmusik